# Пономаренко, Вячеслав Анатольевич
Вячесла́в Анато́льевич Пономаре́нко (укр. В’ячеслав Анатолійович Пономаренко) — украинский регбист и военнослужащий Сил специальных операций Вооружённых сил Украины, подполковник. Участник российско-украинской войны и Герой Украины.

## Спортивная деятельность
Пономаренко - центровой в национальной сборной Украины и член СК «Олимп», который играет в Суперлиге Украины по регби.

## Военная деятельность
Принимал участие в Войне в Донбассе. После начала полномасштабного вторжения России на Украину 24 февраля 2022 года принимал участие в боях на территории Киевской области. Под руководством подполковника Вячеслава Пономаренко группа специального назначения в пригороде Киева – Гостомеле уничтожила 20 единиц бронетехники вооруженных сил России вместе с личным составом, и остановила продвижение российских войск в направлении Киева, за что 10 марта того же года Пономаренко было присвоено звание Героя Украины.

## Награды
- звание «Герой Украины» с присвоением ордена «Золотая Звезда» (2022) — за личное мужество и героизм, проявленные в защите государственного суверенитета и территориальной целостности Украины, верность военной присяге[2].